# Diecezja Bhagalpur
Diecezja Bhagalpur (łac. Diœcesis Bhagalpurensis) – diecezja rzymskokatolicka w Indiach. Została utworzona w 1956 jako prefektura apostolska. Podniesiona do rangi diecezji w 1965.

## Główne świątynie
- Katedra: Katedra Niepokalanego Poczęcia Najświętszej Maryi Panny w Bhagalpur

## Biskupi diecezjalni
- Urban McGarry TOR (1956–1965 prefekt apostolski, 1965–1987 biskup diecezjalny)
- George Saupin SJ (1987–1993)
- Thomas Kozhimala (1996–2005)
- Kurian Valiakandathil (od 2007)